# Єдльове-Костоляни
Єдльове Костоляни (словац. Jedľové Kostoľany) — село в окрузі Комарно Нітранського краю Словаччини. Площа села 27,29 км². Станом на 31 грудня 2015 року в селі проживало 916 жителів.

## Історія
Перші згадки про село датуються 1075 роком.

## Населення
| Рік:            | 1994. | 2004.   | 2014.   | 2024.   |
| --------------- | ----- | ------- | ------- | ------- |
| Кількість осіб: | 1079  | 1011    | 922     | 871     |
| Різниця:        |       | -6,30 % | -8,80 % | -5,53 % |

| Рік:            | 2023. | 2024.   |
| --------------- | ----- | ------- |
| Кількість осіб: | 879   | 871     |
| Різниця:        |       | -0,91 % |